# LoeAZ

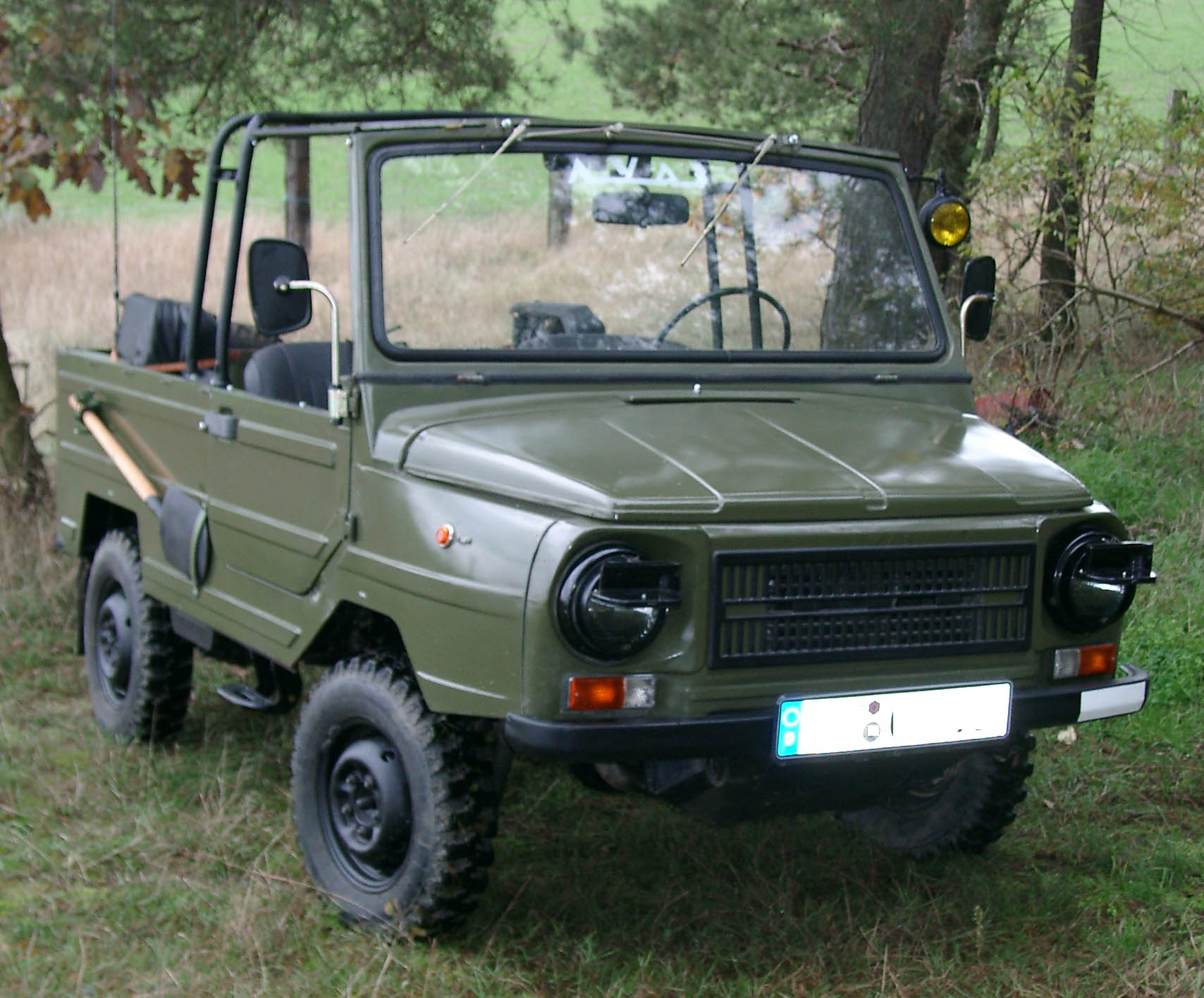
LoeAZ 969M

LoeAZ,  beter bekend als LuAZ (Oekraïens: ЛуАЗ, afkorting van: "Луцький автомобільний завод", Loetskyi avtomobilnyi zavod - "Loetskse Autofabriek") is een Oekraïense autofabriek. De fabriek werd in 1955 opgericht als machinefabriek, de afkorting LoeAZ werd gebruikt sinds 1967. LoeAZ was onderdeel van AvtoZAZ maar werd in 2000 opgekocht door Bogdan Corporation. Tegenwoordig worden op deze voormalige vestigingsplaats autobussen van het merk Bogdan geproduceerd.

## Geschiedenis
Reeds in 1949 had de Ministerraad van de Oekraïense Socialistische Sovjetrepubliek plannen voor de industriële opbouw van het land. In 1951 begon de bouw van een nieuwe machinefabriek in Loetsk, die op 25 augustus 1955 werd geopend. Op dat moment heette de fabriek nog LARZ (Loetskyi Avto Remontnyi Zavod - "Loetskse Autoreparatiefabriek") en maakte onderdelen voor vrachtwagens als de GAZ-51 en GAZ-63.
Korte tijd later, in 1959, werd de naam van de fabriek gewijzigd in LoeMZ (Loetskyi Mashynobudivnyi Zavod - "Loetskse machinebouwfabriek") en begon de fabricage van speciale voertuigen, in het bijzonder koelwagens en mobiele verkoopkramen.
Vanaf 1965 nam de fabriek deel aan de plannen voor het prototype ZAZ 969, die eigenlijk door Zaporozjski avtomobilny zavod geproduceerd zou gaan worden. Uiteindelijk werd de productie toch geheel aan de fabriek in Loetsk overgedragen. Tot december 1966 werden vijftig terreinwagens van het type ZAZ 969W gebouwd. In dezelfde maand werd de naam van de fabriek in Loetskyi Avtomobilnyi Zavod gewijzigd, in de loop van de tijd wijzigde ook de typeaanduiding van de auto's in LoeAZ 969.
In 1975 begon de fabriek met de productie van het amfibievoertuig LoeAZ 967 en vanaf 1979 werd een verbeterde versie van de LoeAZ 969 gebouwd, de LoeAZ 969M. Op 22 september 1982 liep de 100.000e auto in Loetsk van de band. In de jaren 80 probeerde men de productiecapaciteit verder uit te breiden.
Reeds met de eerste tekenen van het uiteenvallen van de Sovjet-Unie probeerde LoeAZ betrekkingen met Westerse ondernemingen op te bouwen, onder andere in maart 1990 met Zwitserse firma's en met Chrysler. In 1992 werd de onderneming officieel uit het samenwerkingsverband met de ZAZ-fabriek vrijgegeven en omgezet in een naamloze vennootschap. Tegelijkertijd kreeg de onderneming aanzienlijke economische problemen door een sterke terugval van de vraag naar de voertuigen.
Tot de millenniumwisseling verbeterde de situatie niet. Men sloot verschillende samenwerkingsverdragen, onder andere met AvtoVAZ waarvoor men in opdracht Lada-modellen produceerde. In 2000 werden nog 3048 auto's gebouwd, waarvan 150 onder de eigen naam LoeAZ. Ten slotte werd de meerderheid van de aandelen aan Bogdan Corporation verkocht. Aanvankelijk waren er grote plannen en er werden nieuwe auto's geproduceerd, uiteindelijk kwam het bij geen van de modellen tot een grootschalige productie.
In plaats daarvan begon men in 2006 met de bouw van autobussen en trolleybussen. Daarvoor werd door de nieuwe eigenaar ongeveer 80 miljoen dollar geïnvesteerd, de productie van LoeAZ-modellen werd compleet gestaakt. Sinds oktober 2009 wordt ook de merknaam LoeAZ door de nieuwe eigenaars niet meer gebruikt.

## Modellen
Gedurende de bestaanstijd produceerde de LoeAZ-fabriek een reeks verschillende auto's. De belangrijkste daarvan zijn:
- LoeMZ 827 (1960-?): Mobiele verkoopkraam op basis van de vrachtauto GAZ-51. Daarnaast was er met de LoeMZ-825 een passende aanhanger voor het voertuig. Meer van deze voertuigen werden ook onder andere typeaanduidingen gemaakt.
- GOSNITI-2 (1964-?): Werkplaatswagen voor de reparatie van landbouwmachines op basis van de GAZ-51
- LoeMZ 890B (1965-1978): Een van de vele koelwagens uit de productie, gebouwd op basis van de ZIL 130. Ook passende koelaanhangers werden gebouwd.
- LoeAZ 967 (1961-1991): In verschillende varianten vanaf ongeveer in 1961 in serie gebouwd licht amfibievoertuig. Tot 1967 onder de naam LoeMZ 967 gebouwd.
- LoeAZ 972 (eind jaren 70-begin jaren 80): Drie-assige versie van de LoeAZ-967. Rond 1998 verscheen een doorontwikkelde versie, de LoeAZ 1901 „Geolog“.
- LoeAZ/ZAZ 969W (1965/68-1971): Vanaf 1965 ontwikkelde en vanaf 1968 in serie gebouwde lichte terreinwagen.
- LoeAZ 969 (1971-1975): Lichte terreinwagen.
- LoeAZ 969A (1975-1979): Verbeterde versie van de LoeAZ 969.
- LoeAZ 969M (1979-1990): Verbeterde versie van de LoeAZ 969A.
- LoeAZ 1302 (1990-?): In diverse varianten geproduceerde opvolger van de LoeAZ 969.
- LoeAZ 1301 (ca. 2002-2006): Nieuwe generatie pick-ups, opvolger voor LoeAZ 1302. Tot een productie op grote schaal is het niet gekomen.

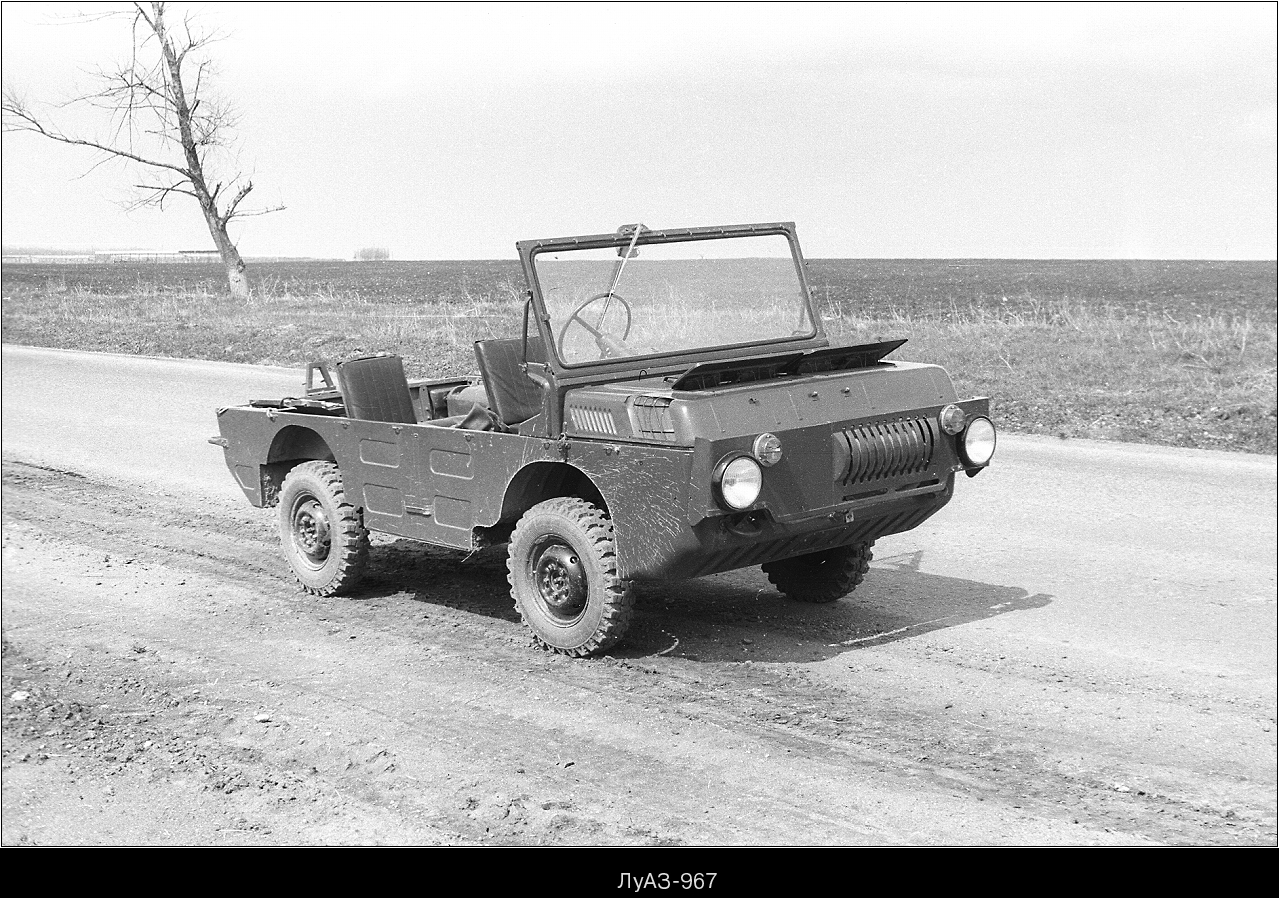
LoeAZ 967
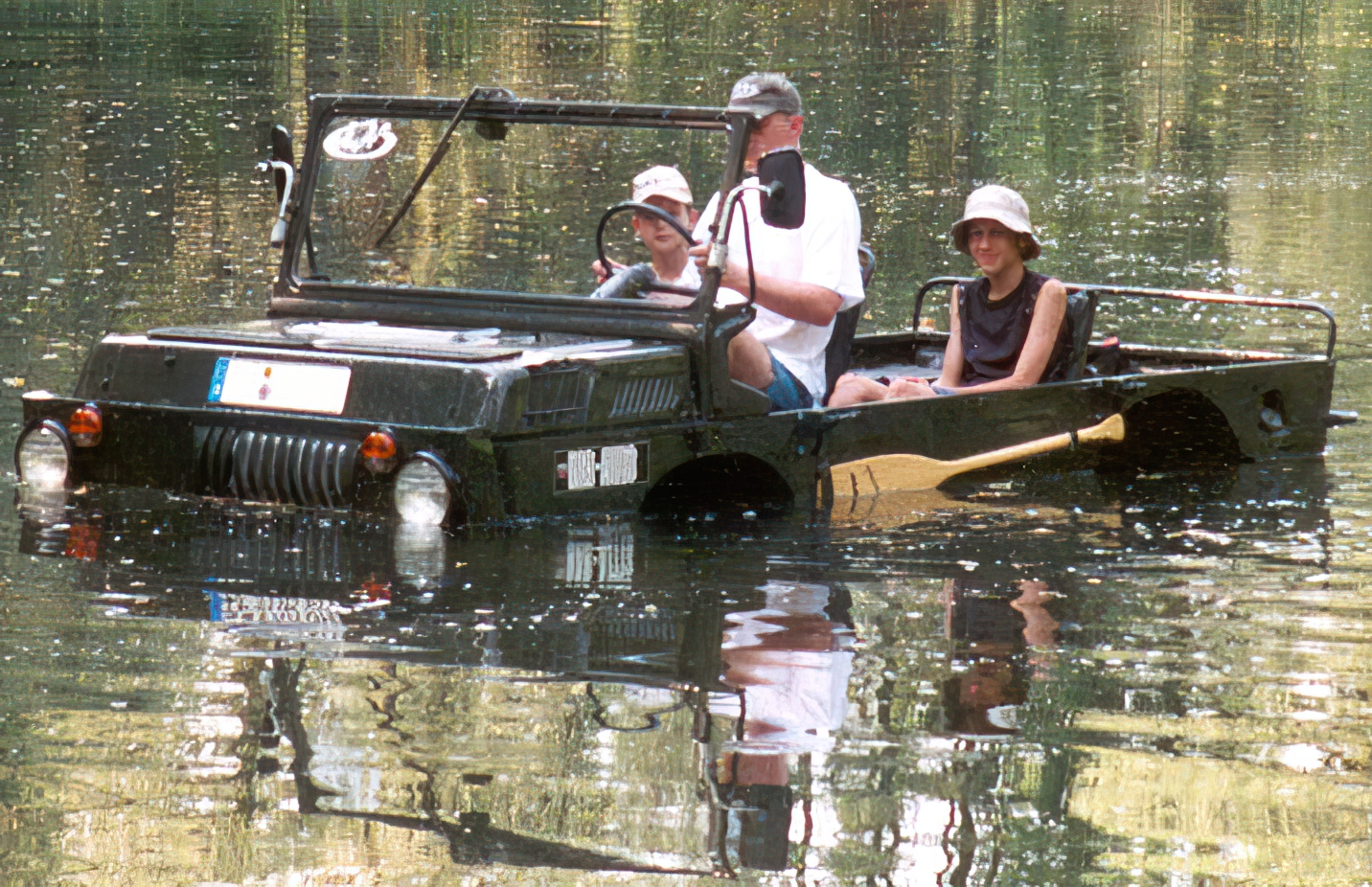
LoeAZ 967M
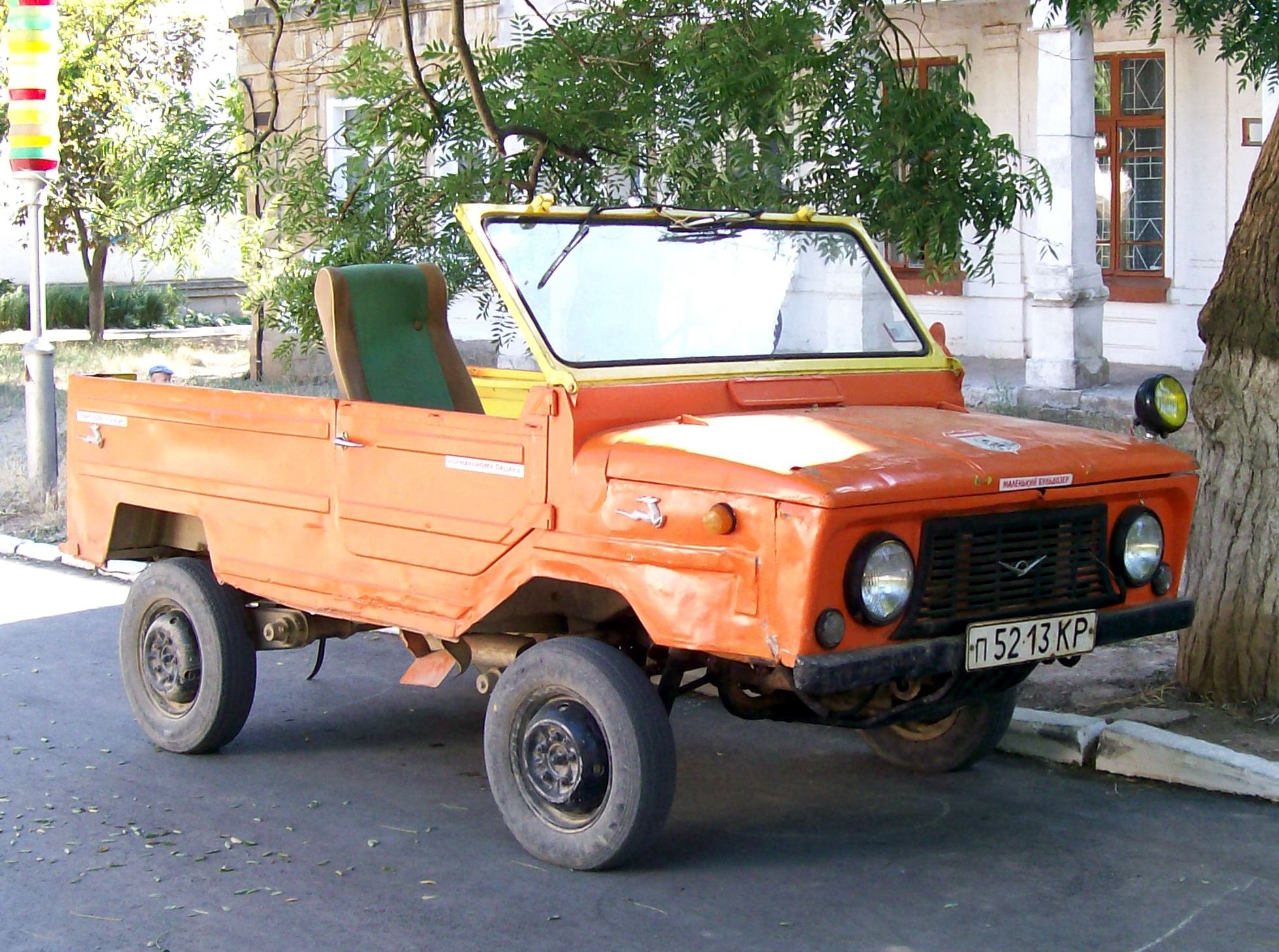
LoeAZ/ZAZ 969
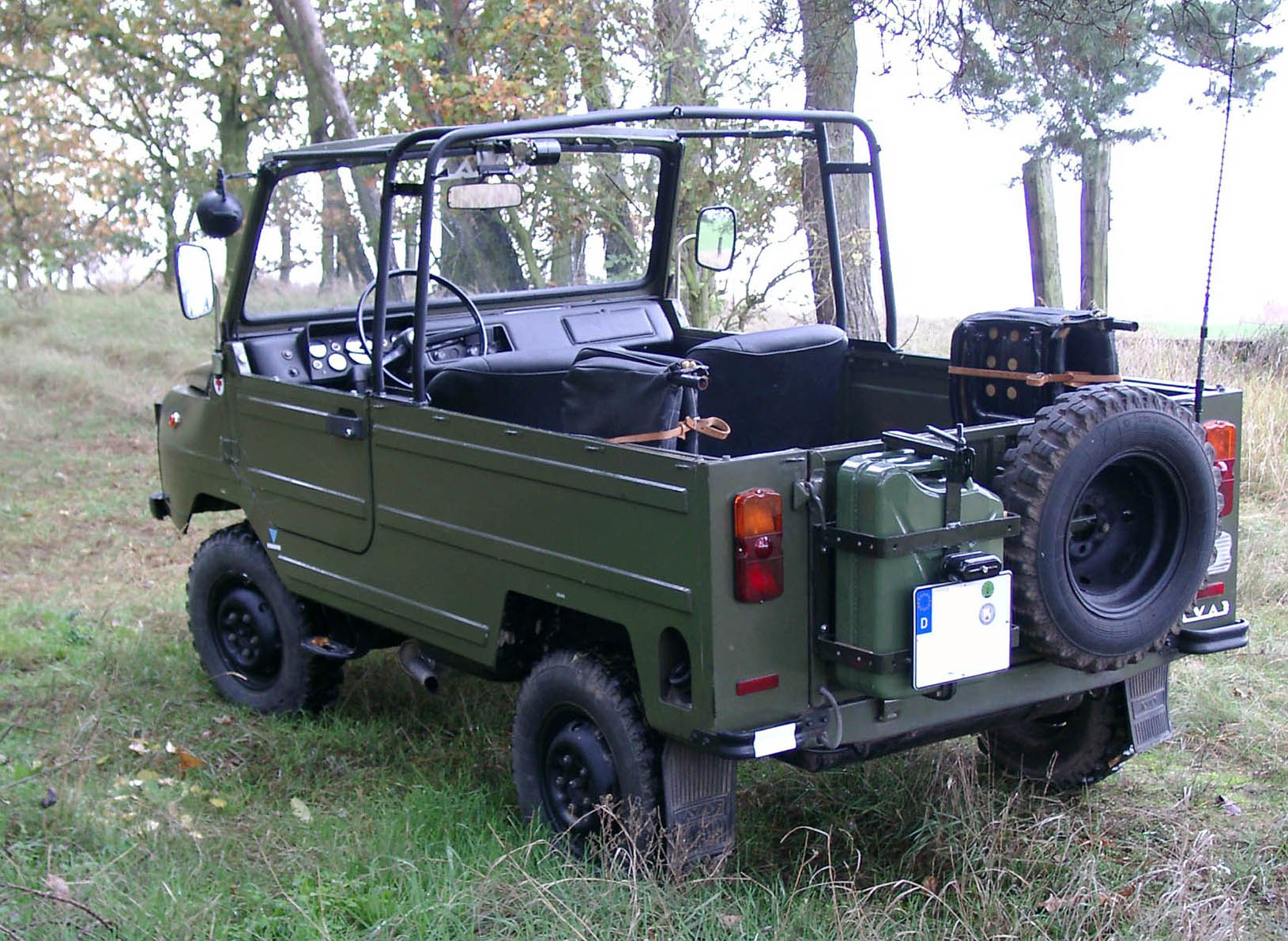
LoeAZ 969M
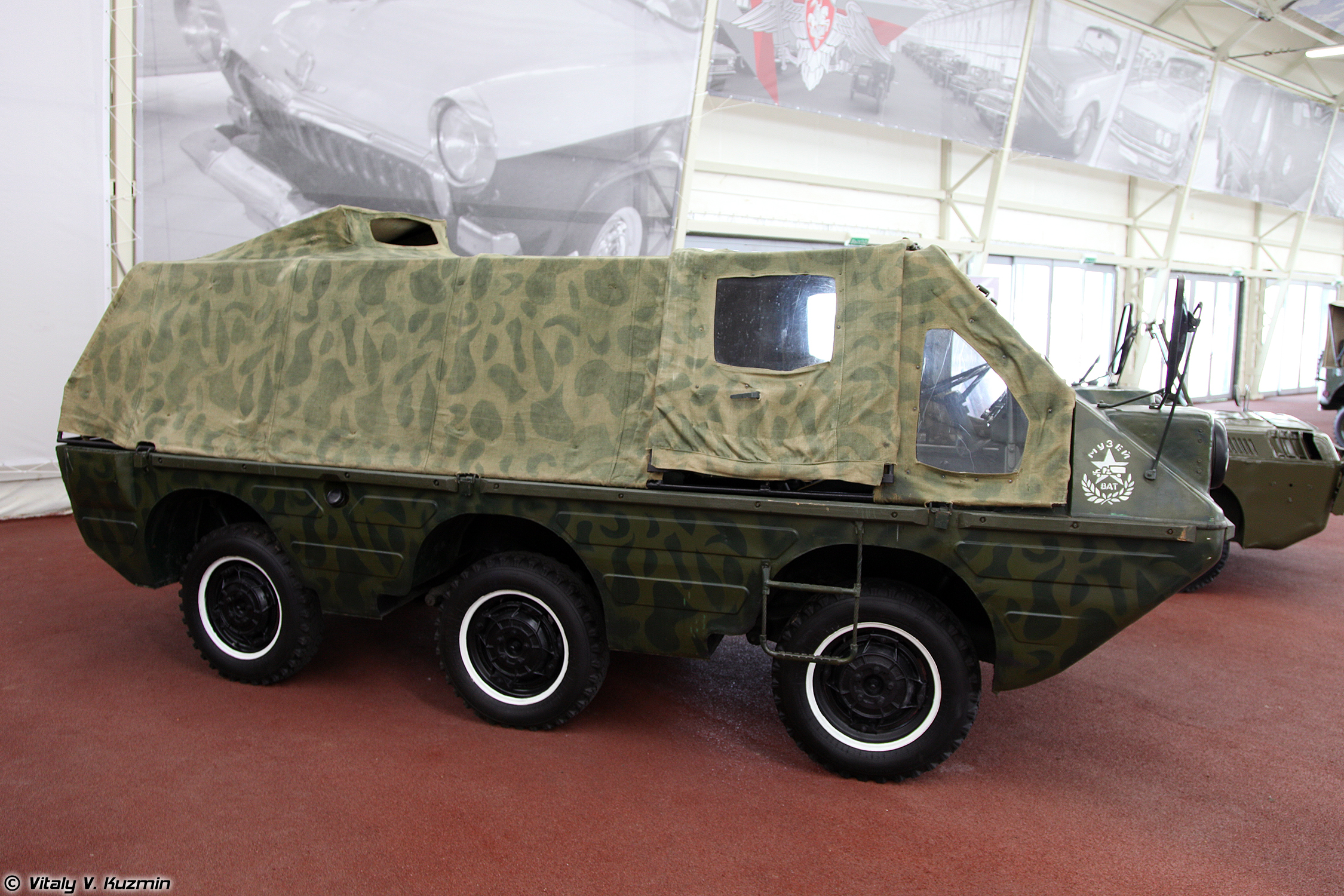
LoeAZ 1901 „Geolog“
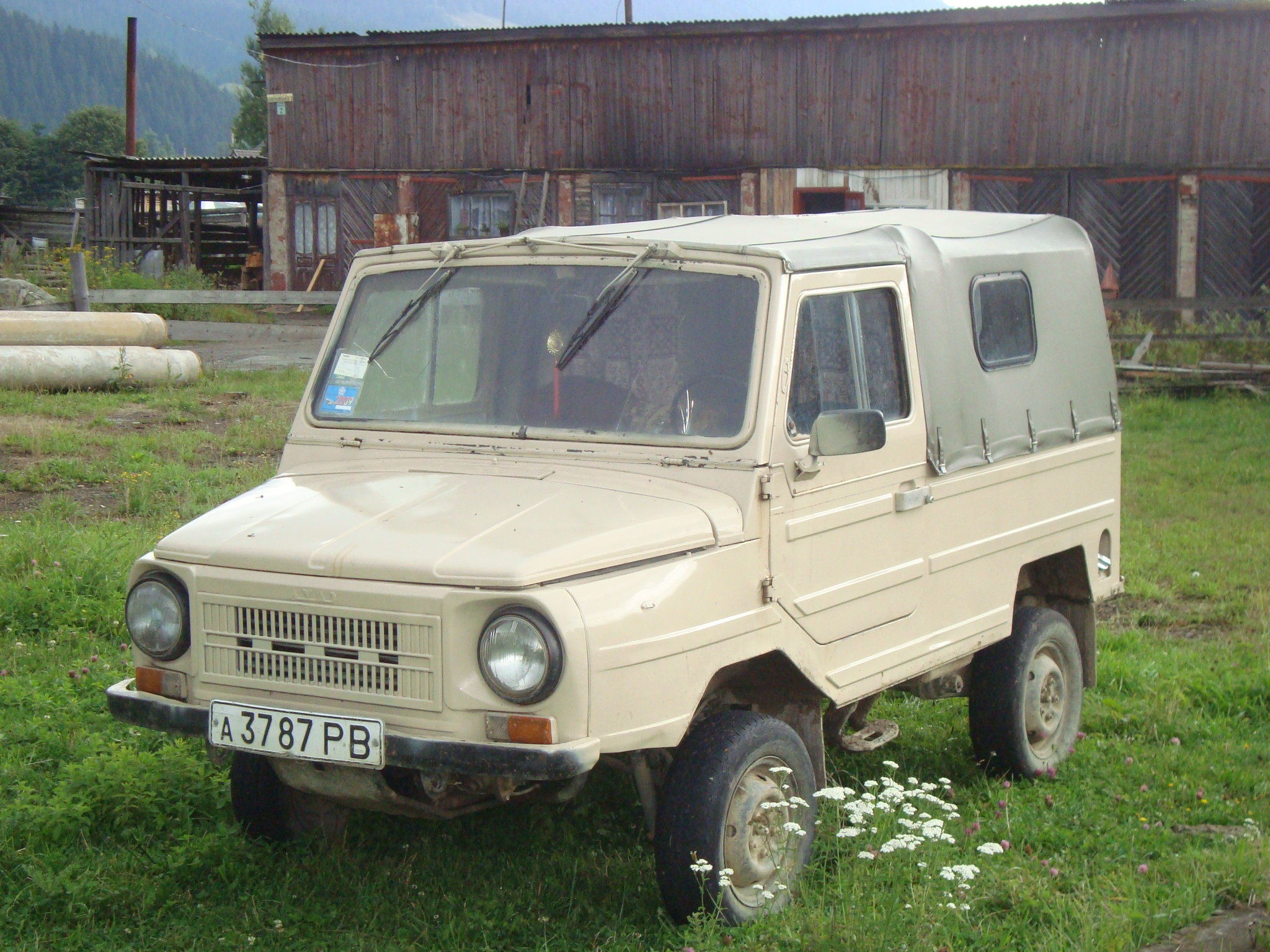
LoeAZ 1302